# Filippo Taglioni
Filippo Taglioni (Milà, 1777 - Como, 1871) va ser un ballarí, professor i coreògraf de dansa clàssica pertanyent a la nissaga dels Taglioni.
Taglioni es va iniciar en la dansa a Pisa, a l'edat de disset anys, fent al començament papers femenins (vegeu travestisme). Després va ballar en altres ciutats italianes, a Torí treballà al teatre Regio entre 1785/89 i a La Scala abans d'adherir-se a l'Òpera de París (1799). En la capital francesa va seguir un curs de perfeccionament en l'escola de G. B. Coulon. El 1802 es traslladà a Suècia on va treballar per al Ballet Reial Suec a Estocolm. Allà es va casar el 1803 amb la ballarina Sophie Karsten, que havia conegut en el teatre de l'Òpera, i amb qui va tenir dos nens, Paolo i Marie Taglioni, tots dos futurs ballarins. Entre 1805 i 1828 treballà en els teatres de Varsòvia, Viena, Stuttgart, Londres i París. De 1837 a 1842 va romandre a Rússia.
Mentrestant es dedicava a l'educació i promoció, que debutà quan era joveníssima a Viena, el 1822, amb una coreografia del seu pare: La Réception d'une Nymphe à la Cour de Terpsichore. També La Sílfide (música de Jean Schneitzhoeffer) es pensà en funció de la interpretació de la seva filla. Aquest ballet, l'èxit del qual es deu al record Marie Taglioni, representà no tan sols l'apogeu d'aquest entenent d'orde espiritual, sinó també el primer <ballet blanc> de la història del ballet romàntic. Va ser molt estricte com a professor. Després del seu debut ella va arribar a ser tan popular que Filippo va poder negociar un contracte de sis anys per als dos. L'estrena de La Sílfide el 12 de març de 1832 va ser tot un èxit, gràcies al qual els dos van viatjar per tot Europa i Rússia.
Filippo abandonà els escenaris a una edat força avançada, el 1852, per a retirar-se a la seva vil·la a la vora del llac de Como després d'una gira per Alemany, Rússia i Àustria. La seva producció coreogràfica és enorme. Entre els principals ballets creats per ell destaquen (a part de La Sílfide ja citat):
- Le Dieu et la bayadère (música de Gyrowitz i Carafa, 1832)
- La fille du Danube (música A. Adam, 1836)
- The Gypsy (música de Schmidt, 1841),
- Satanella (música de G. Panizza, 1842);
- La Péri (música J. F. F. Burgmüller, 1842);
- La sombra (música de K. Viviani, 1846).

Va escriure un diari en el que hi anotà, amb l'ajuda de la seva filla, molts dels seus espectacles, i és un document molt útil que va ser publicat el segle XX per l'historiador i crític francès Léandre Vaillat amb el títol de Journal de papá (Diari del meu pare).
Amb la vellesa es va tornar excèntric i imprevisible, i va perdre tota la fortuna acuradament amuntegada per Marie en especulacions imprudents.